# Weingut Fürst Löwenstein
Das Weingut Fürst Löwenstein ist ein Weingut in Familienbesitz im unterfränkischen Kleinheubach. Es wurde 1611 gegründet und bewirtschaftet rund 20 ha Weinberge, darunter die Weinlage Homburger Kallmuth und seit 1875 Weinberge in Hallgarten im Rheingau. Das ökologisch wirtschaftende Weingut ist seit 1919 Mitglied im Verband Deutscher Prädikatsweingüter (VDP).

## Geschichte
Das Weingut verfügt über 400 Jahre Weinbautradition. Im Deutschen Kaiserreich kamen die Spitzenlagen in Hallgarten im Rheingau und der seit dem Mittelalter kultivierte Klosterweinberg Kallmuth zum Weingut Löwenstein. Die Weine vom Rhein und vom Main, zusammengeführt und ausgebaut im 1725 nach französischem Vorbild errichteten Schloss Löwenstein in Kleinheubach, stehen damit für die europäische Dimension der Geschichte der Fürsten Löwenstein. Neben dem Weingut gehören auch Forstwirtschaft, die Vermietung des Schlosses als Tagungshotel und Eventlocation sowie eine Stiftung zum Wirtschaftsbetrieb des Fürstenhauses. Seit 2004 gehören das Schloss mit seinen Nebengebäuden und dem weitläufigen Park zur gemeinnützigen Fürst zu Löwenstein Stiftung.
Das Weingut ist am Sitz der Familie, im Schloss Kleinheubach, untergebracht, Kellermeister ist Peter Arnold. Geschäftsführerin der Wein- und der landwirtschaftlichen Güter des Hauses Löwenstein-Wertheim-Rosenberg ist seit 2010 Stephanie zu Löwenstein.

## Weinberge im Anbaugebiet
Zum Weingut gehören 20 ha Weinbergsflächen. Die Weinberge sind nach dem System des VDP klassifiziert und werden entsprechend als VDP.Grosse Lage, VDP.Erste Lage, VDP.Ortswein und VDP.Gutswein vermarktet. Angebaut werden zu 60 % Silvaner, 25 % Riesling, 10 % Spätburgunder und 5 % Sauvignon Blanc.

### Franken
Am Homburger Kallmuth wird seit 1300 Jahren Wein kultiviert. Das Weingut bewirtschaftet die Lage Homburger Kallmuth, die als Fürstlicher Kallmuth als „VDP.Grosse Lage“ ausgewiesen ist. Die Lage Lengfurter Oberrot ist als „VDP.Erste Lage“ ausgewiesen.

### Rheingau
Hallgarten liegt als einer der Rheingauer Höhenorte nicht am Rhein, sondern zwei Kilometer weiter nördlich in Hanglage. Das Weingut bewirtschaftet hier die Einzellage Hallgartener Schönhell, die als „VDP.Grosse Lage“ ausgezeichnet ist, die Lage Hallgartener Hendelberg, die als „VDP.Erste Lage“ ausgezeichnet ist und die Lage Hallgartener Jungfer.

## Mitgliedschaften
- Trias Frankenwein
- Verband Deutscher Prädikatsweingüter